# Andrew Porter (critico musicale)
Andrew Brian Porter (Città del Capo, 26 agosto 1928 – Londra, 3 aprile 2015) è stato un critico musicale e organista britannico.

## Biografia
Nato in Sudafrica, Porter studiò organo) all'University College di Oxford alla fine degli anni quaranta.
Iniziò poi ad occuparsi di critica musicale per diversi giornali di Londra, tra cui il Times e il Daily Telegraph.
Nel 1953 fu assunto al Financial Times, dove rimase come critico principale fino al 1972.
Stanley Sadie, nell'edizione 2001 del  Dizionario Grove of Music and Musicians, scrisse che Porter "ha costruito una tradizione di critica, con articoli di lunghezza superiore a quelli che erano di consuetudine nei quotidiani britannici, basati sul suo elegante, spazioso stile letterario e sempre informato da una conoscenza della storia della musica, dei risultati delle sue doti di studioso e della sua eccezionalmente ampia dote di simpatia".
Nel 1960, Porter divenne redattore del The Musical Times. Dal 1972 al 1973 fu critico musicale del The New Yorker. Ritornato a scrivere sulle riviste nel 1974, vi rimase fino al 1992, quando fece ritorno a Londra. I suoi scritti per il The New Yorker ottennero la stima di figure di primo piano del mondo musicale. Il compositore e critico Virgil Thomson, in un commento del 1974 sullo stato della critica musicale, dichiarò, "Nessun critico musicale in America ha un'autità simile a quella di Porter sull'[opera]. Né il The New Yorker mai avuto accesso alla musica da una mente così distinta".  In particolare, con le opere che non gli erano familiari, Porter ha esercitato grande diligenza nella sua preparazione per scrivere le sue recensioni. Secondo Opera News: 
(Opera News)
Negli ultimi anni, Porter scrisse per The Observer, Opera e The Times Literary Supplement.
Porter tradusse i libretti di 37 opere, e fra questi le traduzioni in lingua inglese di Der Ring des Nibelungen e The Magic Flute sono state ampiamente rappresentate. Ha anche diretto diverse opere liriche sia messe in scena che in versione di concerto. Scrisse il libretto per l'opera di John Eaton, The Tempest, tratto da Shakespeare, e di Bright Sheng, The Song of Majnun, tratto da Layla e Majnun un'antica storia persiana.
Come studioso, Porter in particolare scoprì porzioni escisse dalla partitura del Don Carlos di Verdi nella biblioteca della Paris Opera, consentendo il restauro della versione originale del lavoro.  Porter fu il consulente per la produzione del 1996 al Théâtre du Châtelet dell'edizione critica che utilizzò il suo lavoro.
Nel 2003, Porter venne onorato con la pubblicazione di un festschrift, Words on Music: Essays in Honor of Andrew Porter on the Occasion of His 75th Birthday.
Porter morì a seguito di una polmonite il 3 aprile 2015. Continuò ad assistere alle rappresentazioni anche mentre era ammalato, compresa una recita dei Die Meistersinger, e i suoi ultimi due articoli per Opera, furono sulla recensione di Il furioso all'isola di San Domingo e I pazzi per progetto, di Gaetano Donizetti, giunti in stampa quattro ore prima della sua morte.